# Floribella (telenovela chilena)
Floribella es una telenovela chilena emitida por Televisión Nacional de Chile desde el 11 de octubre de 2006 hasta el 9 de marzo de 2007, entrando como reemplazo de Cómplices y siendo sucedida posteriormente por Corazón de María. Es una adaptación de la telenovela argentina Floricienta, original de Cris Morena. La trama, adaptada por Pablo Illanes, Nona Fernández, Hugo Morales y Josefina Fernández, está inspirada en el cuento de hadas La Cenicienta y se sitúa en un ambiente contemporáneo con personajes que giran en torno al heredero —arquetipo del príncipe azul en esta historia— de una familia millonaria que debe hacerse cargo de sus seis hermanos menores, ante la muerte de sus padres. El punto de inflexión se alcanza cuando una joven —arquetipo de la Cenicienta—, llega a cuidar a los hermanos y encuentra el amor en el príncipe azul.
Protagonizada por Mariana Derderián, Cristián Arriagada, Luz Valdivieso y Coca Guazzini. Durante su periodo de emisión fue la telenovela más vista de su horario. Asimismo, su popularidad derivó en la publicación de su banda sonora, interpretada por Mariana Derderián junto a otros actores, que fue certificada como «Disco de oro» por sus ventas en Chile; y otros artículos de merchandising como las prendas de ropa de la protagonista. Esto motivó que existieran especulaciones sobre una segunda temporada, pero en esta versión se mantuvo el final inédito propuesto por Cris Morena para concluir la versión original.

## Sinopsis
Florencia González (Mariana Derderian) es una joven soñadora y llena de vida, que fue criada por Titina (Ximena Rivas), una peluquera de barrio, tras la muerte de su madre. Su vida da un giro cuando comienza a trabajar como asistente de la institutriz en la casa de la familia Fritzenwalden. Florencia se enamora de Federico (Cristián Arriagada), el mayor de los Fritzenwalden, un joven que ha debido sacrificar sus sueños por la responsabilidad de cuidar de sus hermanos. Su alegría y vitalidad logran derretir el frío de Federico, pero también desatan el odio de Agustina Santillán (Luz Valdivieso), la prometida de Federico, y de su madre, "Malala" (Coca Guazzini), que busca casar a su hija con la fortuna de los Fritzenwalden.

## Reparto
- Mariana Derderian como Florencia González
- Cristián Arriagada como Federico Fritzenwalden
- Luz Valdivieso como Agustina Santillán[8]
- Fernanda Urrejola como Sofía Santillán[9]
- Coca Guazzini como María Laura Möller[10]
- Mauricio Pešutić como Antonio Tagliati
- Gloria Münchmeyer como Greta Fassbinder
- Ana Reeves como Nilda Amunátegui
- Ximena Rivas como Teresita Ramos
- Claudio Arredondo como Raúl Carrasco
- Juan José Gurruchaga como Gaspar Balmaceda
- María José Urzúa como Liliana Burgos
- Cristián Riquelme como Pedro Sobarzo
- Matías Oviedo como Damián Carrasco
- Isabel Ruiz como Renata Gamboa
- Mario Horton como Jorge Apablaza
- Nathalia Aragonese como Maya Fritzenwalden
- Nicolás Platovsky como Ignacio Fritzenwalden
- Carolina Arredondo como Valentina Urmeneta
- Andrés Reyes Cristi como Nicolás Fritzenwalden
- Javier Baldassare como Martín Fritzenwalden
- Francisco Reyes Cristi como Tomás Fritzenwalden
- Catalina Castelblanco como Roberta Espinosa

## Producción
Inicialmente en este horario se había elegido una historia diferente protagonizada por Ángela Contreras y Álvaro Rudolphy que sería situada en un centro de esquí; pero cuando el equipo del guionista Pablo Illanes, compuesto por Nona Fernández, Hugo Morales y Josefina Fernández, se encontraban escribiendo los libretos, el proyecto fue cancelado y en su lugar se optó por adaptar la telenovela Floricienta, emitida con éxito por Canal 13 de Argentina entre 2004 y 2005 en dos temporadas. Tras esto, el mismo equipo se ocupó de adaptar los guiones de Floricienta, creada por Cris Morena, conocida por crear otras ficciones en su país de origen como Chiquititas y Rebelde Way.
La producción de Floribella estuvo marcada por varios problemas. El primero fue el título ya que Televisión Nacional no pudo utilizar su nombre original, ya que anteriormente había sido registrado como marca por una empresa en 2004. Asimismo, los guiones debieron ser acondicionados ante diferentes problemas encontrados por el equipo de guionistas entre los que se incluyen faltas de ortografía y apariciones o salidas espontáneas de personajes de las escenas. A esto se sumó las dificultades para cantar de Mariana Derderian, que reconoció en diciembre de 2021, que se utilizaron voces adicionales en sus interpretaciones.
Para el papel de Florencia, se barajaron diversas actrices como Antonella Orsini, María José Urzúa, Celine Reymond y Mariana Derderian, siendo esta última la elegida. Derderian anteriormente tuvo roles secundarios en telenovelas de Canal 13 como Brujas, y hasta la actualidad Floribella ha sido la única telenovela que ha protagonizado.
Equipo
- Dirección de Programación TVN: Vicente Sabatini
- Dirección de Producción TVN: Pablo Ávila
- Dirección de Área Dramática TVN: María Eugenia Rencoret
- Autor(a): Cris Morena
- Guion: Pablo Illanes
- Productor general: Vania Portilla
- Dirección general: Víctor Huerta
- Coordinación de Producción: Eduardo Alegría y Patricia Encina
- Dirección de Unidad: Rodrigo Velásquez
- Editor(es): Nelson Valdés, Miguel Garrido, Jaime Pagani
- Musicalizador(es): Marcelo Sepúlveda, Marco Tapia
- Arte: Guillermo Murua
- Fotografía: Juan Artz
- Escenografía: Pedro Miranda
- Iluminación: Jaime Rojas
- Vestuario: Antonieta Moles
- Estilista: José Luis Retamal
- Maquillaje: Ana Droguett

## Recepción
Floribella debutó el 11 de octubre de 2006 en sustitución de Cómplices líderando con una audiencia promedio de 25,5 puntos. A continuación quedó Casado con hijos de Mega con 18,8 puntos, Charly Tango de Canal 13 con 12,3 puntos y El termómetro de Chilevisión con 5,4 puntos. El éxito de Floribella, sumado al segundo lugar de Casado con hijos, hicieron que Canal 13 cancelara su telenovela Charly Tango el 8 de diciembre de 2006.
Tras la salida del aire de Charly Tango, TVN debió enfrentar el estreno de la telenovela de Chilevisión Vivir con 10 en el mismo horario, que debutó con 14,2 puntos de rating el 8 de enero de 2007, frente a 18,6 puntos de Floribella No obstante, Vivir con 10 y Casado con hijos bajaron su audiencia durante enero y febrero de 2007, generando que Floribella liderara en sintonía, hasta su final que se emitió el 9 de marzo de 2007.
Las cifras de audiencia también se reflejaron en su éxito comercial a través del lanzamiento de su banda sonora y otros discos derivados con música original de la telenovela interpretada por sus actores. Asimismo, el fenómeno se extendió a la vestimenta de la protagonista, cuyas prendas se volvieron populares en Chile.

## Banda sonora

### Floribella
1. Floribella - entrada principal
2. La vida
3. Ven a mí - nacho y flor
4. Pobres los ricos
5. Mi vestido azul - tema de flor
6. Tic tac - tema de Lili y Nicolás - milta y Nicolás
7. Quiéreme solo a mí - tema de Agustina
8. Chaval chulito
9. Así será - tema de Federico y flor
10. Kikirikí - bata y Sofía
11. Porque - tema de flor
12. Los niños no mueren - flor y los niños

### Remixes
1. Pobres los ricos
2. La vida
3. Ven a mí
4. Porque
5. Tic tac (tema de windy y Nicolas)
6. Así será
7. Quiéreme solo a mí
8. Floribella
9. Kikiriki
10. Mi vestido azul

## Retransmisiones
El 4 de enero de 2016 la telenovela fue repuesta por la señal nacional de TVN en el horario de las 20:00 horas; pero ante las bajas cifras de audiencia, fue retirada luego de emitir tres episodios. No obstante, se continuó transmitiendo por TV Chile.